# Витберг, Фёдор Александрович
Фёдор Александрович Витберг (1846—1919) — русский литературовед, библиограф, собиратель документов по истории России XVII-XIX веков, писатель и педагог. Действительный статский советник.

## Биография
Родился в семье художника и архитектора академика А. Л. Витберга (1787—1855). После смерти отца (мать умерла в 1852) его судьбой распоряжался давнишний друг семьи Витберга, президент Медико-хирургической академии П. А. Дубовицкий. Воспитывался сначала в частном пансионе, затем в семье театральных служащих Незелёновых (родителей профессора Незелёнова).
Учился в 3-й Санкт-Петербургской гимназии (окончил в 1864) и на историко-филологическом факультете Санкт-Петербургского университета (окончил в 1869).
В 1869 женился на Галине Михайловне Агаповой, которая трагически погибла в 1876 году, случайно выпив вместо воды отраву для мух.
По окончании университетского курса поступил на службу воспитателем в училище Человеколюбивого общества, откуда через год перешел на службу в Гатчинский Николаевский сиротский институт, где пробыл с 1 сентября 1870 по июль 1888, последовательно занимая должности младшего воспитателя, преподавателя русского языка, словесности и истории, старшего воспитателя, инспектора классов. После 18-летнего служения в этом учреждении вышел в отставку и переехал в С.-Петербург. Много лет провёл на педагогической работе. Преподавал русский язык и словесность в учебных заведениях Петербурга: училище императорского человеколюбивого общества (сентябрь 1869—сентябрь 1870), Николаевском Сиротском институте (1870—1888), Николаевской Инженерной Академии и училище (1888), в реальном училище Я. Г. Гуревича и женских гимназиях (1889—1895), Смольном институте благородных девиц (1890—1900), женском Сиротском институте императора Николая I (1890), Елизаветинском (1895—1908), Екатерининском (с 1905) и Женском педагогическом (с 1896) институтах, в Интендантском Курсе (1906—1909), в Институте императрицы Марии (с 1911). Читал лекции в обществе «Маяк» (1909—1911).
Автор многочисленных трудов и исследований по истории русской литературы. Им написан целый ряд статей о писателях, поэтах и литераторах России, в частности, об С. Аксакове, Гоголе, Грибоедове, Жуковском, Крылове, Ломоносове, Полонском, Пушкине, Тургеневе, Фонвизине и других.
Ф. А. Витберг написал также несколько прозаических произведений.
В 1902—1907 — один из авторов и редакторов Русского биографического словаря; был вынужден уйти из-за конфликта с главным редактором словаря А. А. Половцовым.
Принимал участие в Комиссии по вопросу о русском правописании (с 1904), Комиссии по изданию «Академической библиотеки русских писателей», Комиссии для выработки мер к поднятию грамотности учеников духовных учебных заведений (1909—1910).
В 1907 состоявший под председательством Витберга литературный кружок его бывших слушательниц по Женским педагогическим курсам и Женскому педагогическому институту открыл частную четырехклассную школу, носившую официальное название школы Ф. А. Витберга.
Активно участвовал в культурно-общественной жизни России. Являлся председателем Союза ревнителей русского слова (1896—1918) и членом Русского библиологического общества в Петербурге. В марте 1909 года был одним из организаторов проведения выставки, посвящённой 25-летию со дня кончины И. С. Тургенева, состоявшейся в залах Императорской Академии Наук, получив за это золотую Пушкинскую медаль. Часть уникальной по своей полноте тургеневской коллекции Ф. А. Витберга впоследствии поступила в Государственный Исторический музей.
Скончался в 1919 году от истощения на почве недоедания.
Дети Ф. А. Витберга — сын Алексей Фёдорович и дочь — известная художница Наталья Фёдоровна Витберг (12 ноября 1870-?) погибли во время блокады Ленинграда.